# La Guerche-sur-l'Aubois
La Guerche-sur-l'Aubois è un comune francese di 3 443 abitanti situato nel dipartimento del Cher, nella regione del Centro-Valle della Loira.

## Società

### Evoluzione demografica
Abitanti censiti